# لو كنت القاضي (مسلسل)
مسلسل تلفزيوني عربي مشترك،, والمسلسل بنسختين عراقية وأردنية. كتب العمل من مصر محمد رجب والسيناريو والحوار محمود الطوخي واشرف على العمل فيصل الياسري. مدير إنتاج العمل من العراق كان خالد علي ومن الأردن وضاح وشاح. الموسيقى التصويرية من تأليف سهيل شوقي. أنتج العمل شبكة راديو وتلفزيون العرب (ايه ار تي).

## قصة العمل
يتألف المسلسل من 15 حلقة تروي كل منها دراميا قصة واقعية معاصرة تتحول إلى قضية أمام المحكمة ويترك أمر حلها ومعالجتها في نهاية الأحداث للمشاهد مما يجعل الحكم بالمحصلة الأخيرة خاضع لرؤية هذا المشاهد وتوجهاته وبنيته الفكرية. لكن أفضل ما يعززه هذا المسلسل الحرص على طلب العدل ووضعه نصب أعين أي جهة تنطق بالحكم.

## طاقم العمل

### من العراق

#### الممثلون
- سامي قفطان
- سناء عبد الرحمن
- آسيا كمال
- طه علوان[4]
- غالب جواد
- صبحي العزاوي[5]
- مطشر السوداني
- إيناس طالب

#### مدير الإنتاج
خالد علي

#### مدير التصوير
رفعت عبد الحميد

#### إخراج
كارلو هاريتون

### من الأردن

#### الممثلون
- شفيقة الطل
- عبير عيسى
- داود جلاجل
- محمد العبادي
- محمد القباني
- سماح فائق

#### مدير الإنتاج
وضاح وشاح

#### المخرج المنفذ
خالد الاسعد

#### إخراج
محمد العوالي